# Реллінген
Реллінген (нім. Rellingen) — громада в Німеччині, розташована в землі Шлезвіг-Гольштейн. Входить до складу району Піннеберг.
Площа — 13,18 км2. Населення становить 14 388 ос. (станом на 31 грудня 2020).